# America Has a Problem
"America Has a Problem" é uma canção da cantora norte-americana Beyoncé, pertencente ao seu sétimo álbum de estúdio, Renaissance, cujo lançamento ocorreu em 29 de julho de 2022, através da Parkwood Entertainment e Columbia Records. A música possui uma interpolação de "Cocaine", escrita por Tina Santron MacIntosh e Andrell D. Rogers, interpretada por Kilo Ali. Foi lançada como o terceiro single do álbum. A versão avulsa, em colaboração com o rapper Kendrick Lamar, foi lançada em 19 de maio de 2023 nas plataformas de streaming e de download digital.

## Recepção crítica
"America Has a Problem" recebeu avaliações positivas da crítica especializada. Will Dukes, da Rolling Stone, destacou seus acordes "ríspidos" e "nervosos". Escrevendo para a Billboard, Kyle Denis aclamou a interpolação de "Cocaine" por fornecer espaço "para alguns dos melhores raps da carreira de Beyoncé; é uma música ambiciosa que se revela a cada reprodução".
Melissa Ruggieri, do USA Today, nomeou "America Has a Problem" como a música com o título mais intrigante do Renaissance, elogiando Beyoncé "se transforma em um rap imprensado entre um refrão celestial". Numa análise mista, Marcus Shorter, da Consequence, escreveu que a música possui um "ótimo groove", mas criticou a composição da canção.

## Desempenho comercial
Após o lançamento do Renaissance, a versão de "America Has a Problem" presente no álbum estreou na Billboard Hot 100 na posição 69, e na posição 27 da Hot R&B/Hip-Hop Songs, da mesma publicação. Potencializada pelo remix com Kendrick Lamar, a canção retornou à parada musical na posição 38.

## Performance ao vivo
Beyoncé cantou "America Has a Problem" pela primeira vez na Renaissance World Tour (2023), cuja abertura ocorreu em Estocolmo, Suécia. A música é tocada durante o ato "Mind Control", com tema jornalístico, o qual é iniciado com Beyoncé atrás de uma bancada de jornal com as palavras "KNTY 4 NEWS".
Durante a apresentação, Beyoncé usou diferentes trajes inspirados em abelhas, sendo o mais proeminente um macacão personalizado de Mugler e um capacete de antena da coleção vintage de 1997 de Thierry Mugler. Depois que o remix com Kendrick Lamar foi lançado, elementos da canção foram incorporados à performance.

## Créditos

### Intérpretes
- Voicais de Beyoncé e Kendrick Lamar

### Musicistas
- Beyoncé – efeitos sonoros
- The-Dream – caixa de ritmos, efeitos sonoros
- Mike Dean  – sintetizadores, efeitos sonoros

### Equipe
- Beyoncé – produção, produção vocal
- Matheus Braz – assistência de engenharia
- Mike Dean – co-produção
- The-Dream – produção
- Brandon Harding – engenharia
- Stuart White – mixagem, gravação

## Desempenho nas tabelas musicais
| Tabela musical (2022–2023)                   | Melhor posição |
| -------------------------------------------- | -------------- |
| Canadá (Canadian Hot 100)                    | 100            |
| Mundo (Billboard Global 200)                 | 81             |
| Irlanda (IRMA)                               | 15             |
| Portugal (AFP)                               | 103            |
| África do Sul (RISA)                         | 53             |
| Suécia (Sverigetopplistan)                   | 1              |
| Suíça (Schweizer Hitparade)                  | 96             |
| Reino Unido (UK Singles Chart)               | 22             |
| Estados Unidos (Billboard Hot 100)           | 69             |
| Estados Unidos (Billboard R&B/Hip-Hop Songs) | 27             |

| Tabela musical (2023)                        | Melhor posição |
| -------------------------------------------- | -------------- |
| Austrália (ARIA)                             | 32             |
| Austrália Hip Hop/R&B (ARIA)                 | 8              |
| Canadá (Canadian Hot 100)                    | 41             |
| Mundo (Billboard Global 200)                 | 40             |
| Greece International (IFPI)                  | 74             |
| Lituânia (AGATA)                             | 41             |
| Países Baixos (Single Top 100)               | 99             |
| Nova Zelândia (Recorded Music NZ)            | 25             |
| Estados Unidos (Billboard Hot 100)           | 38             |
| Estados Unidos (Billboard R&B/Hip-Hop Songs) | 11             |

## Certificações
| Região                                                       | Certificação | Unidades/vendas |
| ------------------------------------------------------------ | ------------ | --------------- |
| Austrália (ARIA)                                             | Ouro         | 35.000‡         |
| Canadá (Music Canada)                                        | Ouro         | 40.000‡         |
| ‡vendas+valores de streaming baseados apenas na certificação |              |                 |

## Histórico de lançamento
| Região | Data               | Formato(s)                 | Versão | Gravadora(s)      | Ref.   |
| ------ | ------------------ | -------------------------- | ------ | ----------------- | ------ |
| Mundo  | 19 de maio de 2023 | Download digital streaming | Remix  | Parkwood Columbia | [ 41 ] |
| Itália | 26 de maio de 2023 | Radio airplay              | Remix  | Sony              | [ 42 ] |